# 1987 en gymnastique
| Années de la gymnastique : 1984 - 1985 - 1986 - 1987 - 1988 - 1989 - 1990    |
| Décennies de la gymnastique : 1950 - 1960 - 1970 - 1980 - 1990 - 2000 - 2010 |

Les faits marquants de l'année 1987 en gymnastique

## Principaux rendez-vous
- XIIIe championnats du monde de gymnastique rythmique à Varna en Bulgarie.
- XIVe championnats du monde de gymnastique artistique à Rotterdam aux Pays-Bas.
- XVIe championnats d'Europe de gymnastique artistique féminine à Moscou en URSS.
- XVIIe championnats d'Europe de gymnastique artistique masculine à Moscou en URSS.
- Xe championnats d'Europe de trampoline à Braga au Portugal.

## Faits marquants
- Valeriy Lyukin réussit pour la première fois en compétition un triple salto arrière groupé au sol, lors des championnats d'Europe de gymnastique artistique masculine.

## Naissance
- 6 janvier : Zornitsa Marinova, gymnaste rythmique bulgare.
- 19 février : Alexandra Eremia, gymnaste roumaine.
- 18 mai : Galina Tancheva, gymnaste rythmique bulgare.
- 31 mai : Hamilton Sabot, gymnaste français.
- 4 juillet : Cyril Tommasone, gymnaste français.
- 20 août : Cătălina Ponor, gymnaste artistique roumaine.
- 6 septembre : Anna Pavlova, gymnaste russe.
- 9 octobre : Stephanie Sandler, gymnaste rythmique sud-africaine.
- 11 octobre : Ariella Kaeslin, gymnaste suisse.
- 6 décembre : Hollie Vise, gymnaste artistique américaine.
- 31 décembre : Émilie Le Pennec, gymnaste française.

## Décès
- 21 mai : Marie Větrovská, gymnaste artistique tchécoslovaque, née le 26 juin 1912.
- 27 juillet : George Gulack, gymnaste letton naturalisé américain, né le 12 mai 1905.
- 30 août : Jacoba Stelma, gymnaste artistique néerlandaise, née le 2 juillet 1907.
- septembre : Midge Moreman, gymnaste artistique britannique, née le 14 novembre 1902.